# Pseudohynobius puxiongensis
Pseudohynobius puxiongensis е вид земноводно от семейство Hynobiidae.

## Разпространение
Видът е ендемичен за Китай.